# فيلبس دودج
شركة فيلبس دودج هي شركة تعدين أمريكية تأسست عام 1834 كشركة استيراد وتصدير على يد أنسون جرين فيلبس وصهريه ويليام إيرل دودج الأب ودانيال جيمس .  وكان الأخيران يديران شركة فيلبس وجيمس وشركاه، وهو الجزء من المنظمة الذي يقع مقره في ليفربول ، إنجلترا . قامت شركة الاستيراد والتصدير في البداية بتصدير القطن الأمريكي من أعماق الجنوب إلى إنجلترا واستوردت المعادن المختلفة إلى الولايات المتحدة اللازمة للتصنيع . مع توسع الحدود الغربية في أمريكا الشمالية ، استحوذت الشركة على مناجم وشركات تعدين ، بما في ذلك منجم كوبر كوين في مقاطعة كوتشيس ، أريزونا ومناجم الفحم داوسون، نيو مكسيكو . قامت بتشغيل مناجمها الخاصة واكتسبت خطوط سكك حديدية لنقل منتجاتها. وبحلول أواخر القرن التاسع عشر ، أصبحت تُعرف باسم شركة التعدين.
في 19 مارس 2007، أكملت فريبورت-ماكموران عملية استحواذ بقيمة 25.9 مليار دولار على شركة فيلبس دودج. 

## أنظر أيضاً
- كليفلاند هودلي دودج
- جيمس دوغلاس

## ملحوظات
1. ↑  "Phelps, Dodge & Co. records". Archives & Manuscripts. The New York Public Library. مؤرشف من الأصل في 2023-09-24. اطلع عليه بتاريخ 2024-03-05.
2. ↑  James، Steve. "Freeport acquires Phelps Dodge, launches offering". Reuters. Reuters. مؤرشف من الأصل في 2023-11-01. اطلع عليه بتاريخ 2022-10-16.